# Powiat Riesa-Großenhain
Powiat Riesa-Großenhain (niem. Landkreis Riesa-Großenhain) − były powiat w rejencji Drezno w niemieckim kraju związkowym Saksonia.
Stolicą powiatu Riesa-Großenhain było Großenhain.
1 sierpnia 2008 powiat Riesa-Großenhain wszedł w skład powiatu Miśnia.

## Miasta i gminy
(liczba mieszkańców z 31 grudnia 2006)
| Miasta 1. Gröditz (7.715) 2. Großenhain (15.965) 3. Riesa (36.140) 4. Strehla (4.143) Wspólnoty administracyjne - Wspólnota administracyjna Gröditz; gmina Gröditz i Nauwalde - Wspólnota administracyjna Nünchritz; gmina Glaubitz i Nünchritz - Wspólnota administracyjna Röderaue-Wülknitz; gmina Röderaue (siedziba) i Wülknitz - Wspólnota administracyjna Schönfeld; gminy Lampertswalde, Schönfeld i Weißig am Raschütz - Wspólnota administracyjna Thiendorf; gmina Tauscha i Thiendorf - Wspólnota administracyjna Zabeltitz; gmina Wildenhain i Zabeltitz | Gminy 1. Ebersbach (4.853) 2. Glaubitz (2.066) 3. Hirschstein (2.428) 4. Lampertswalde (1.984) 5. Nauwalde (1.098) 6. Nünchritz (6.504) 7. Priestewitz (3.530) 8. Röderaue (3.270) 9. Schönfeld (2.032) 10. Stauchitz (3.485) 11. Tauscha (1.498) 12. Thiendorf (2.254) 13. Weißig am Raschütz (957) 14. Wildenhain (1.723) 15. Wülknitz (1.820) 16. Zabeltitz (2.899) 17. Zeithain (6.491) |